# ووتر ویپرت
ووتر ویپرت (هلندی: Wouter Wippert؛ زادهٔ ۱۴ اوت ۱۹۹۰) دوچرخه‌سوار اهل هلند است.
از باشگاه‌هایی که در آن رکاب زده‌است می‌توان به کنندیل–دراپاک، تیم لوتو–سودال، تیم دوچرخه‌سواری دراپاک، و تیم دوچرخه‌سواری رومپوت–ندرلانسه لوتری اشاره کرد.